# Ateez
Gli Ateez (에이티즈?, E-itijeuLR) sono un gruppo musicale sudcoreano formatosi a Seul nel 2018 sotto contratto con la KQ Entertainment. Anche conosciuti con il nome di KQ Fellaz, hanno debuttato il 24 ottobre 2018 con l'EP Treasure EP.1: All to Zero. Il gruppo è formato da 8 membri: Hongjoong, Seonghwa, Yunho, Yeosang, San, Mingi, Wooyoung e Jongho.

## Storia

### 2017-2018: Pre-debutto
Tutti i membri degli Ateez hanno partecipato alle audizioni per il survival show sudcoreano Mixnine, tenutosi tra il 2017 e il 2018, ma solo quattro di loro (Hongjoong, Mingi, Wooyoung e Jongho) sono riusciti ad entrare nel programma, piazzandosi rispettivamente 43º, 63º, 72º e 44º nella classifica finale maschile dello show.
Prima del loro debutto, gli Ateez si chiamavano KQ Fellaz, a nome della loro etichetta discografica, KQ Entertainment. Una serie di video nel loro periodo di training prima del debutto vengono pubblicati su YouTube, sotto il nome di KQ Fellaz American Training, la cui registrazione si è tenuta a Los Angeles, in California. Durante questa serie, KQ Entertainment presenta un nono membro della formazione, Lee Junyoung. Per la finale della serie, i KQ Fellaz pubblicano un singolo, From, il quale è stato composto e prodotto da Hongjoong.
Il gruppo si esibisce con la sua prima performance il 18 maggio 2018. Tramite questo video, la KQ Entertainment annuncia che il tirocinante Lee Junyoung non avrebbe più debuttato.
Dopo la serie YouTube, KQ Entertainment annuncia il reality show KQ Fellaz il 26 giugno 2018. In un teaser della serie viene rivelato il nome ufficiale del gruppo, Ateez. Per questo motivo, il reality show è stato chiamato Code Name is Ateez, ed è stato presentato in anteprima su Mnet il 20 luglio 2018.

### 2018-2019: debutto e serie di EPTreasure

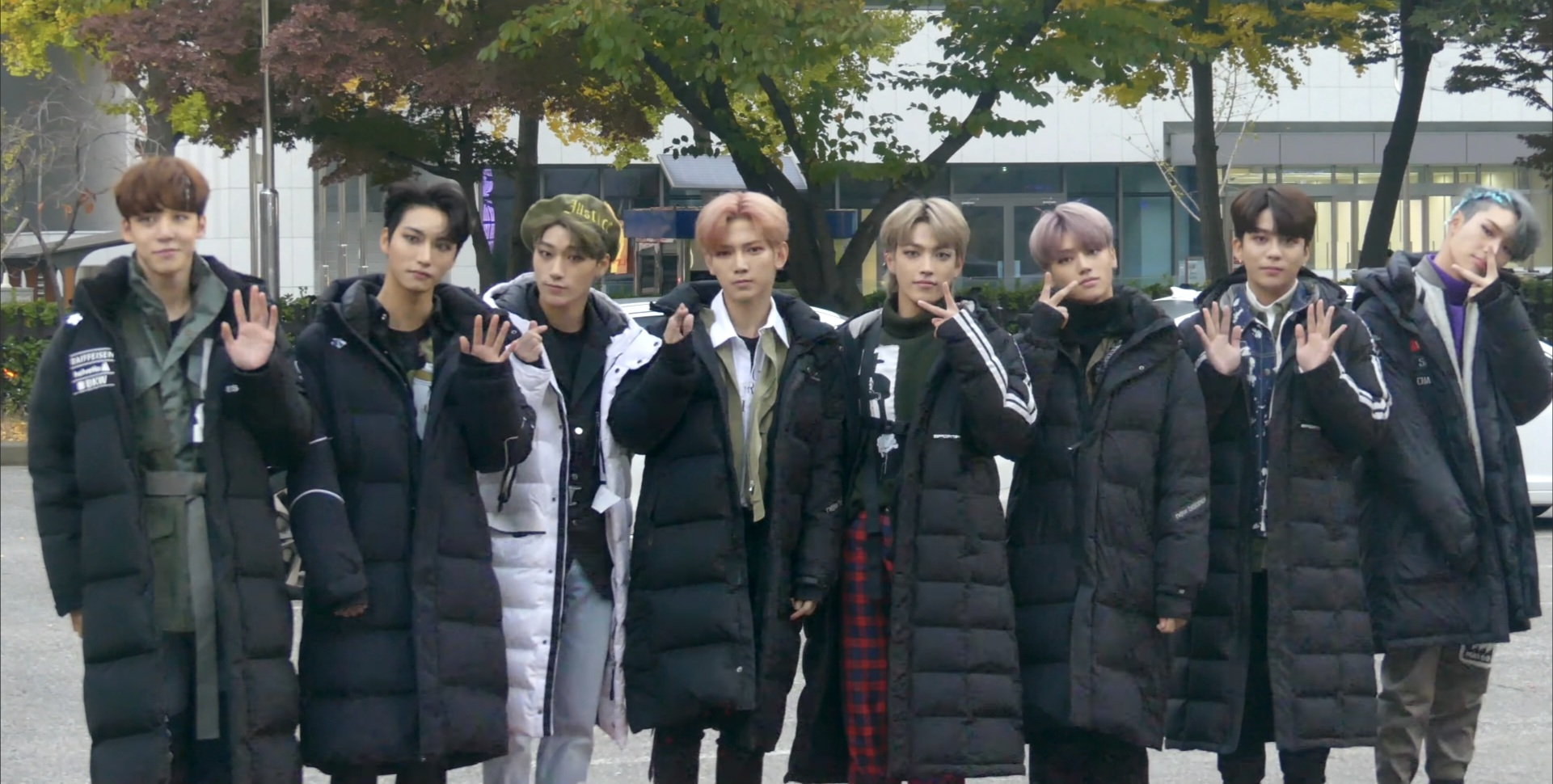
Gli Ateez durante la promozione di Pirate King nel novembre 2018

Il 2 ottobre 2018, tramite i social network ufficiali viene pubblicata una foto teaser, che annuncia la data ufficiale del debutto del gruppo. In seguito, dall'8 al 23 ottobre sono pubblicate anche le foto teaser raffiguranti i membri del gruppo. Il 24 ottobre 2018, gli Ateez pubblicano il loro EP di esordio, Treasure EP.1: All To Zero. In contemporanea all'uscita dell'album, escono anche i video musicali per i singoli Pirate King e Treasure. L'album ha raggiunto la settima posizione nella classifica degli album di Gaon. La loro prima esibizione avviene il 25 ottobre nello show musicale M Countdown.
Il 15 gennaio 2019, il gruppo pubblica il suo secondo EP, Treasure EP.2: Zero to One, contemporaneamente al video musicale per il singolo Say My Name. Il 24 gennaio, viene annunciato il primo tour mondiale, intitolato The Expedition Tour, con diverse date negli Stati Uniti. Un video della performance di Hala Hala, traccia dell'ultimo album, è stata pubblicata il 7 febbraio. Altre date del tour vengono rivelate il 20 febbraio con quindici nuovi spettacoli in Europa. Questi ultimi sono andati completamente in sold-out. Il 9 maggio gli Ateez pubblicano un video musicale per il brano Promise. Il 17 maggio, Ateez si è esibito al KCON 2019 tenutosi a Chiba, in Giappone. Il 5 giugno viene annunciato un tour in Australia, chiamato The Expedition Tour In Australia, con spettacoli a Melbourne e a Sydney. Il 10 giugno 2019 gli Ateez pubblicano il loro terzo EP, Treasure EP.3: One to All. Il singolo dell'EP, Wave, è stato selezionato tramite votazione da parte dei fan. Lo stesso giorno sono stati pubblicati i video musicali per i brani Wave e Illusion. Il 20 giugno, gli Ateez vincono il loro primo premio in uno show musicale coreano, a M Countdown. Il 25 giugno, ricevono la loro seconda vittoria in uno show musicale, questa volta a The Show.
Il 6 luglio 2019 il gruppo tiene la sua seconda apparizione al KCON 2019 di New York. L'8 luglio viene pubblicato un video musicale per il brano Aurora, contenuto nel sopracitato EP. Il 17 agosto, gli Ateez si esibiscono nuovamente al KCON 2019 a Los Angeles. Il 20 agosto, Ateez riceve un premio dai Soribada Awards 2019 per la "Migliore Performance". L'8 ottobre 2019, il gruppo pubblica il suo primo album in studio, Treasure EP.Fin: All to Action. Il video musicale del singolo Wonderland è stato pubblicato lo stesso giorno. Il 2 novembre, si esibiscono al Jindai Festa di Yokohama, in Giappone. Il 4 dicembre, gli Ateez si esibiscono ai Mnet Asian Music Awards 2019 a Nagoya, in Giappone, dove ricevono il premio "Worldwide Fan Choice". Lo stesso giorno il gruppo pubblica l'album di debutto nel mercato giapponese Treasure EP. Extra: Shift the Map.

### 2020: conclusione della serieTreasuree crescente successo domestico

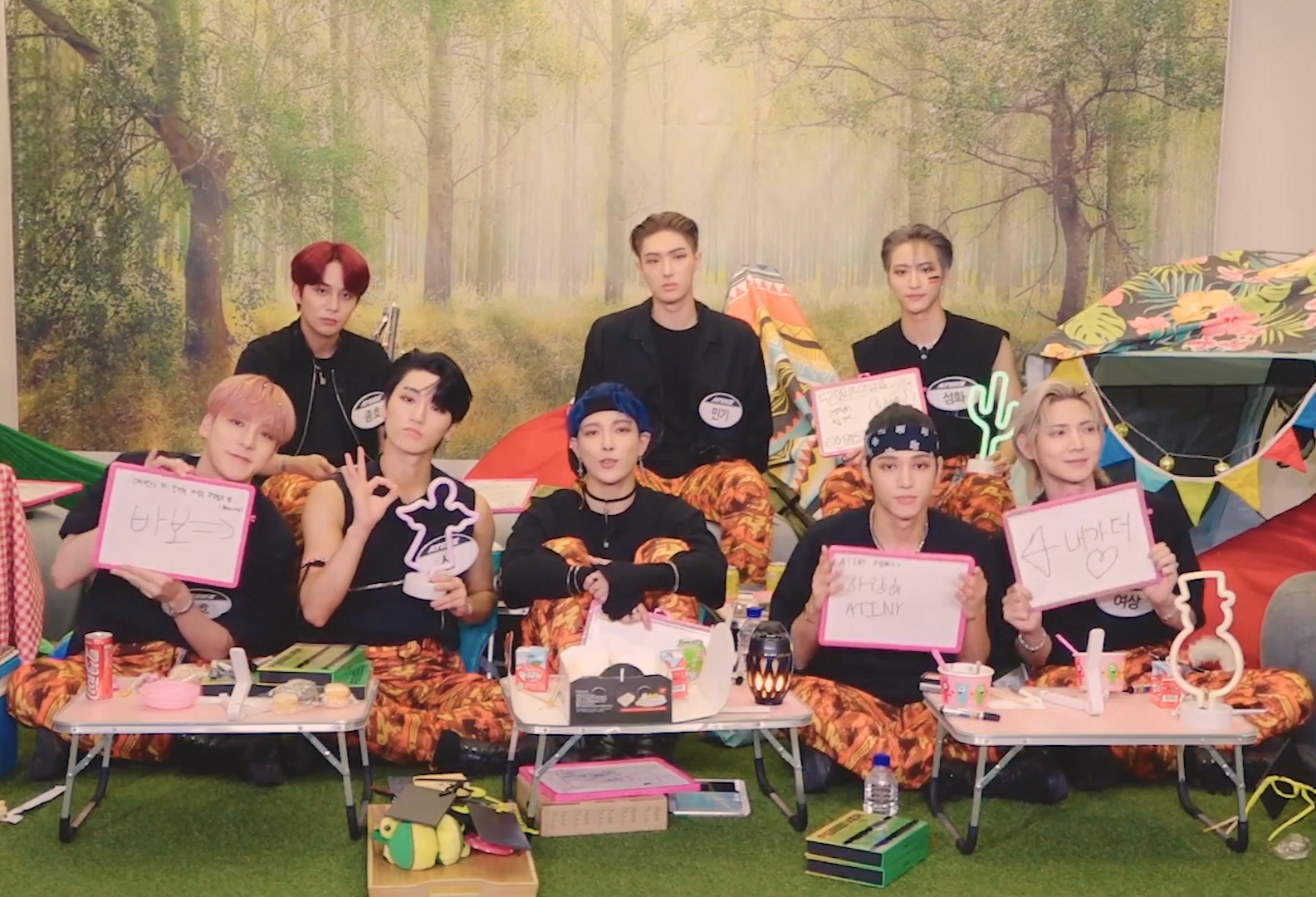
Gli Ateez nell'ottobre 2020 durante la promozione del brano Thanxx

Il 6 gennaio 2020, gli Ateez pubblicano il loro quarto EP, Treasure Epilogue: Action to Answer, come parte finale della loro serie Treasure. Il video musicale per il brano principale Answer viene pubblicato lo stesso giorno, mentre una versione in giapponese dello stesso video musicale viene distribuito il 29 gennaio. L'EP ha venduto oltre 172 078 copie fisiche in Corea del Sud nel settembre 2020.
Il secondo tour mondiale del gruppo, The Fellowship: Map the Treasure, doveva iniziare a Seul a febbraio, per poi proseguire in sette città europee a marzo, in due città giapponesi e in cinque città degli Stati Uniti ad aprile: le date del tour di Seul si sono svolte come previsto dall'8 al 9 febbraio. Tuttavia, a causa della pandemia di COVID-19, le tappe in Europa, Giappone e Stati Uniti sono state rinviate a tempo indeterminato. Prima del rinvio, diverse date del tour erano già esaurite, comprese quelli di Amsterdam, Madrid e Mosca, i cui biglietti sono andati già in sold-out a gennaio.
L'8 maggio, il Servizio Coreano di Cultura e Informazione (KOCIS), affiliato del Ministero dello Sport, della Cultura e del Turismo, ha nominato gli Ateez ambasciatori promozionali del 2020, rendendoli ambasciatori ufficiali della cultura e del turismo coreano all'estero. Come parte della loro carica di ambasciatori, gli Ateez partecipano alla sfida a staffetta "Overcome Together", a fine di incoraggiare le buone abitudini per evitare il COVID-19. Il 30 maggio il gruppo tiene un concerto online gratuito su V Live chiamato "Crescent Party", con oltre 1,4 milioni di spettatori registrati sintonizzati. Il 26 giugno si esibiscono sia nella fase di apertura che in quella di chiusura al KCON: TACT 2020, in cui hanno anche tenuto un incontro virtuale con i fan.
Il 4 luglio, gli Ateez pubblicano un programma promozionale per il loro quinto EP, Zero: Fever Part.1, che sarebbe stato il loro primo rilascio dopo la conclusione della serie Treasure. Come fatto in precedenza con Treasure EP. 3: One to All, i fan sono stati invitati a votare la title track dell'album. L'EP viene pubblicato il 29 luglio, insieme al brano Inception che si è rivelato essere il brano principale dell'album. Lo stesso giorno viene pubblicato un video musicale per Inception e il 23 agosto è stato rilasciato un secondo video musicale per il brano Thanxx. Gli Ateez hanno ricevuto diversi premi sui programmi musicali sudcoreani, come su The Show and Show Champion.  Il 29 agosto, Ateez appaiono nel programma televisivo Immortal Songs: Singing the Legend con una performance di "Black Cat Nero" di Turbo, versione coreana dell'originale canzone italiana Volevo un gatto nero. Essi hanno vinto l'episodio sulla base dei voti di venti giudici, rendendo gli Ateez il primo gruppo emergente e il sesto gruppo musicale a vincere il programma.
A settembre 2020, Zero: Fever Part.1 ha venduto oltre 347 207 copie fisiche in Corea del Sud, rendendolo il primo album di Ateez a ottenere una certificazione di platino su la Gaon Album Chart, divenendo poi il secondo gruppo maschile emergente a raggiungere il milione di vendite totali. Agli Mnet Asian Music Awards 2020, è stato rivelato che gli Ateez si sarebbero uniti ai The Boyz e agli Stray Kids nella stagione inaugurale di Kingdom: Legendary War, show di competizione musicale di Mnet in cui sei gruppi si sfidano con performance musicali. Il fine dello show sarebbe quello di nominare un "Re del K-pop".

### 2021:Zero: Fever Part.2-3-EpilogueeKingdom
Gli Ateez tornano a Immortal Songs: Singing the Legend il 6 febbraio, eseguendo un'interpretazione di It's Raining di Rain e vincendo l'episodio, rendendoli il gruppo K-pop con più vittorie nel programma. Lo stesso giorno, gli Ateez annunciano che il loro sesto EP, Zero: Fever Part.2, sarebbe uscito il 1º marzo. Il 24 marzo, gli Ateez pubblicano l'album in studio giapponese Into the A to Z. Ad aprile partecipano a Kingdom: Legendary War, in cui si sono classificati secondi, dietro agli Stray Kids. Il 28 luglio, gli Ateez hanno pubblicato il loro primo singolo giapponese Dreamers, che funge da quinta sigla finale per la serie reboot anime del 2020 di Digimon Adventure. Il 4 agosto, gli Ateez hanno annunciato una collaborazione con Kim Jong-kook intitolata Season Songs, con il singolo principale Be My Lover, che è stato pubblicato il 16 agosto. Il 19 agosto è stato annunciato che gli Ateez avrebbero collaborato con il gruppo a cappella americano Pentatonix col singolo A Little Space, previsto, per l'uscita digitale, il giorno successivo.
Il 13 settembre, gli Ateez hanno pubblicato il loro settimo EP, Zero: Fever Part.3. Il singolo principale, Deja Vu, è stato votato dai fan in competizione con il brano Eternal Sunshine. I preordini per l'extended play hanno superato le 800 000 copie, più del doppio rispetto alla loro ultima uscita. L'EP ha debuttato al numero uno della classifica mondiale degli album di Billboard e il gruppo ha raggiunto un nuovo picco nella classifica mondiale delle canzoni digitali di Billboard con Deja Vu al numero quattro. Ha anche segnato la prima apparizione di Ateez nella Billboard 200, con l'EP che ha debuttato al numero 42. Hanno anche raggiunto la vetta della Billboard Emerging Artists Chart. Il 22 settembre, hanno ricevuto la loro sesta vittoria in uno spettacolo musicale allo Show Champion della MBC per il singolo Deja Vu. Il 14 novembre viene annunciato che il terzo tour mondiale del gruppo, The Fellowship: Beginning of the End, si sarebbe tenuto nel 2022: la tournée sarebbe iniziata con 3 date a Seoul all'inizio di gennaio e sarebbe proseguita in 5 città negli Stati Uniti per l'ultima parte di gennaio e sarebbe concluso con 6 città europee il 1º marzo. Il 10 dicembre, gli Ateez hanno pubblicato il loro ottavo EP, Zero: Fever Epilogue, con i singoli principali Turbulence e The Real (Heung Version).

### 2022: due tour mondiali e nuovi EP

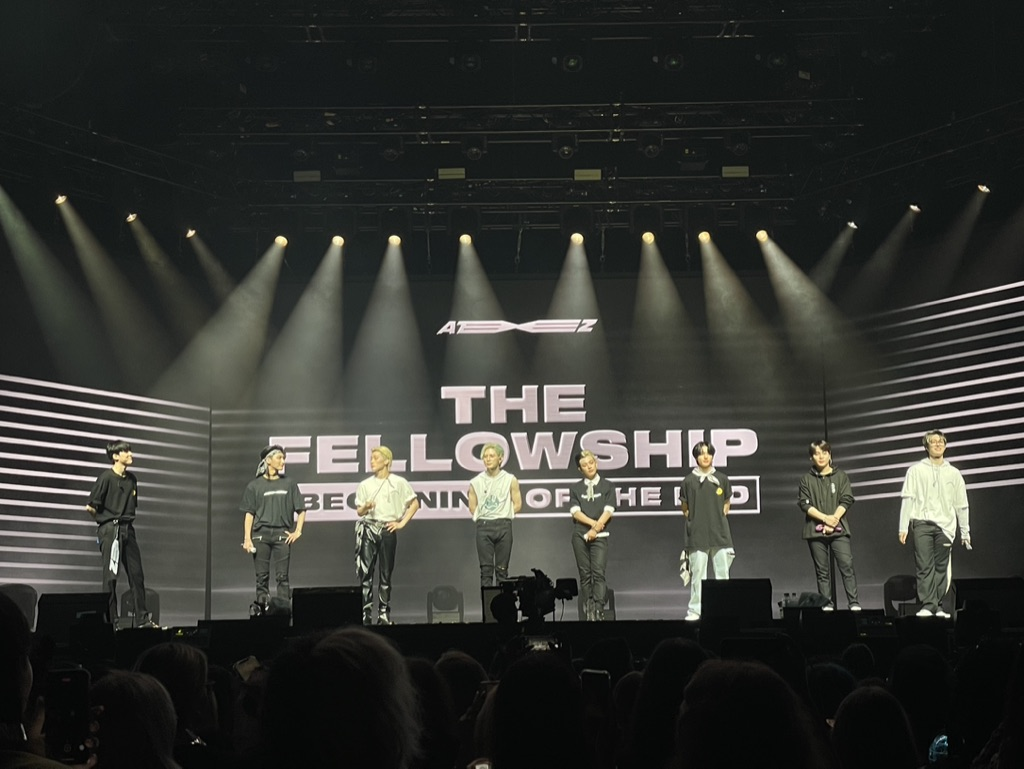
Il gruppo durante il The Fellowship: Beginning of the End Tour nel 2022

Gli Ateez hanno tenuto i loro primi concerti offline dopo due anni il 7 e il 9 gennaio. Successivamente, il tour mondiale The Fellowship: Beginning of the End ha registrato sei tappe sold-out negli Stati Uniti. Il 18 gennaio è stato annunciato che Yeosang avrebbe continuato il proprio ruolo di co-conduttore di The Show per un ulteriore anno. Il 23 gennaio, il gruppo si è aggiudicato il premio principale ai Seoul Music Award. Il 31 dello stesso mese viene pubblicato il singolo promozionale Don't Stop tramite la Universe Music per la piattaforma omonima. Il 3 febbraio è stato annunciato che gli Ateez si sarebbero esibiti al Global Spin Live presso il Grammy Museum l'8 dello stesso mese.
La tappa europea del loro tour mondiale è stata riprogrammata per fine aprile e l'intero mese di maggio; si sono tenuti otto concerti in totale a Madrid, Londra, Parigi, Berlino e Amsterdam, mentre la tappa di Varsavia è stata cancellata. Inoltre, sono stati annunciati tre concerti aggiuntivi a Yokohama, in Giappone, verso metà luglio. Il 25 maggio gli Ateez pubblicano il proprio secondo EP giapponese, intitolato Beyond: Zero. L'EP si è classificato al secondo posto della classifica settimanale degli album di Oricon, di Line Music e nella classifica degli album dalle migliori vendite di Billboard Japan. Il 30 giugno si sono esibiti al Jeddah K-pop  Festival in Arabia Saudita, mentre il 3 luglio hanno chiuso la seconda giornata dell'UNI-KON 2022 a Seul.
Il 29 luglio pubblicano il loro nono EP in lingua coreana, The World EP.1: Movement, contenente il brano portante Guerrilla. I preordini hanno superato il milione di copie in poco tempo, rendendolo di fatto il primo EP del gruppo a raggiungere tale traguardo. Le vendite dell'album a una settimana dalla pubblicazione hanno totalizzato oltre 930.000 copie fisiche, raggiungendo la vetta della Circle Album Chart della Corea del Sud. Successivamente, l'album ha raggiunto la terza posizione della Billboard 200, segnando il primo ingresso del gruppo in tale classifica. Il gruppo ha concluso la promozione dell'album aggiudicandosi sei premi per Guerrilla. Il 22 agosto, gli Ateez si sono esibiti al KCON 2022 e sono stati selezionati per eseguire la versione LA della canzone simbolo dell'evento Poppia. L'8 settembre è stato annunciato che Hongjoong e Yunho erano stati scelti come DJ per la terza stagione di Idol Radio, uno spettacolo radiofonico trasmesso su MBC Radio che avrebbe incorporato i colori degli Ateez adottando un concetto di "pirata spaziale". Il giorno seguente, il gruppo ha pubblicato il singolo Let's Get Together, incluso nella colonna sonora ufficiale del web drama Mimicus.
Successivamente, gli Ateez si sono esibiti in diversi concerti congiunti in giro per l'Asia tra settembre e ottobre, tra cui il Kpop Land 2022 a Giacarta, K-pop Masterz  Ep. 2 a Manila e Bangkok, KCON 2022 a Riad, Powerful Daegu K-pop Concert Restart e KCON 2022 a Tokyo. L'8 ottobre il gruppo riceve i premi di artisti dell'anno e di migliori performer ai The Fact Music Awards. Il gruppo ha poi annunciato un secondo tour mondiale, intitolato The Fellowship: Break The Wall, attraverso due concerti sold-out a Seul il 29 e il 30 ottobre. Hanno chiuso la prima parte del tour con due concerti a Chiba, in Giappone. Il 30 novembre il gruppo pubblica il proprio terzo EP in lingua giapponese, The World EP.Paradigm, che ha raggiunto in poco tempo il primo posto della classifica settimanale stilata da Oricon e della Billboard Japan Top Album con un totale di 124.584 copie vendute.
Il 7 dicembre esce il brano Like That, facente parte della colonna sonora del webtoon sudcoreano Lookism, mentre il 15 dello stesso mese viene annunciata l'imminente pubblicazione del singolo Limitless per l'anime Dual Masters WIN. Il 22 dicembre, la KQ Entertainment ha pubblicato il trailer ufficiale del primo single album degli Ateez intitolato Spin Off: From the Witness, poi reso disponibile su tutte le piattaforme streaming otto giorni dopo. Il singolo portante dell'album, Halazia, si è piazzato alla settima posizione della Billboard 200 e alla seconda posizione degli album più venduti, facendo inoltre vincere al gruppo il loro tredicesimo premio in show musicali.

### 2023: continuazione del tour mondialeThe Fellowship: Break the Walle fine della trilogiaThe World
Dopo aver terminato la promozione di Spin Off: From the Witness, gli Ateez hanno iniziato la promozione di The World EP.Paradigm in Giappone dal 29 gennaio al 3 febbraio. Il 10 febbraio successivo il gruppo ha intrapreso la tappa europea del tour mondiale The Fellowship: Break the Wall ad Amsterdam, per poi approdare a Berlino, Bruxelles, Londra, Madrid, Copenaghen e infine a Parigi. L'8 marzo viene annunciato che Yeosang avrebbe continuato per un terzo anno la propria attività da co-conduttore di The Show. Il 19 dello stesso mese, il gruppo si esibisce al KCON Thailand tenutosi all'Impact Arena. Il 22 marzo il gruppo pubblica Limitless, il loro secondo album in lingua giapponese.
Tra aprile e maggio, il collettivo si è esibito in numerosi eventi come il Lovesome Festival 2023 a Seul, il K-POP Super Live 2023, il Dance Day Live 2023 a Tokyo e il KCON Japan 2023 a Chiba. Hanno tenuto inoltre sei concerti bis del tour The Fellowship: Break the Wall nelle stesse città. Il 16 giugno viene pubblicato il non EP del gruppo, The World EP.2: Outlaw, ritenuto il ritorno di più grande successo commerciale da parte del collettivo, poiché ha raggiunto la seconda posizione nella Billboard 200, la prima posizione degli album più venduti della settimana e il decimo posto nella Official Albums Chart del Regno Unito. Il giorno dopo, gli Ateez sono comparsi per la sesta volta a Immortal Song: Singing the Legend eseguendo un'interpretazione di Highway in the Gale di Yoo Jung Seok, con la quale hanno vinto per la quarta volta il programma.
L'8 luglio, gli Ateez hanno aperto la loro tappa asiatica del tour globale The Fellowship: Break the Wall a Taipei, seguita da concerti a Hong Kong e Bangkok. Il 20 luglio seguente, come parte del tour mondiale, hanno tenuto un concerto da solisti a Gedda, diventando il primo gruppo idol di quarta generazione a farlo. Il 23 agosto hanno continuato la loro tappa latinoamericana con esibizioni a Città del Messico, San Paolo, Santiago del Cile e Bogotà. Il tour si è concluso il 16 settembre a Manila, nelle Filippine. Il 1º dicembre il gruppo pubblica The World EP.Fin: Will, che sancisce di fatto la fine della trilogia The World. L'album ha raggiunto la vetta della Billboard 200 e della classifica degli album con più vendite, ben 1,7 milioni di copie solo nella prima settimana. Questo album ha fatto guadagnare al gruppo la loro tripla corona su Music Bank.

### 2024: nuovo tour mondiale e partecipazione al Coachella

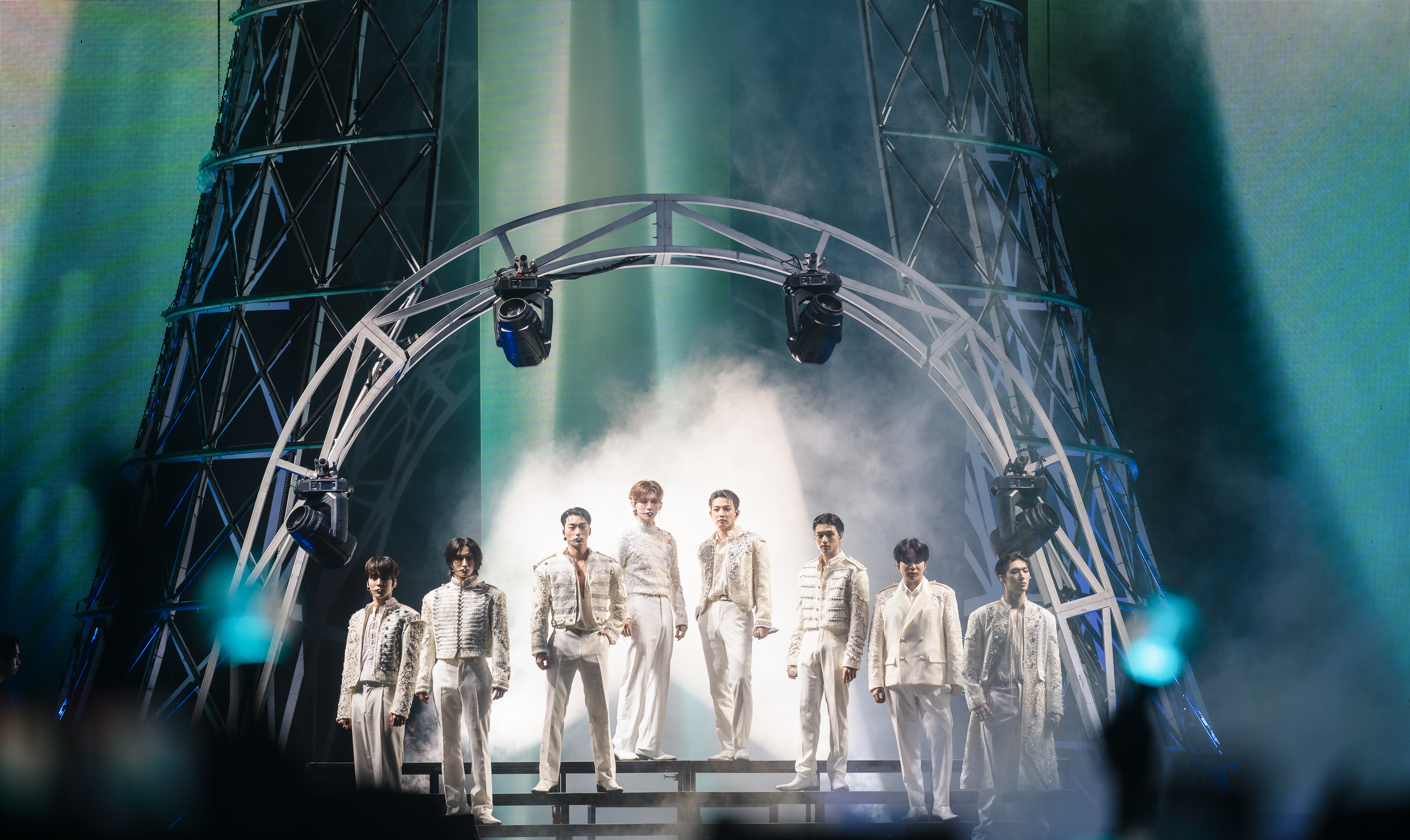
Gli Ateez durante il Towards the Light: Will to Power Tour nell'agosto 2024

All'inizio dell'anno, il gruppo apre un nuovo tour globale, intitolato Towards the Light: Will to Power. i primi due concerti si sono tenuti in data 27 e 28 gennaio alla Jamsil Arena di Seul. Il tour è continuato con l'esibizione alla Saitama Super Arena di Saitama il 3 e il 4 febbraio, registrando il tutto esaurito in entrambe le date. Il 6 febbraio seguente gli Ateez sono stati nominati come i primi artisti K-pop dell'anno da Record Store Day. Il 28 dello stesso mese, il gruppo ha pubblicato il loro terzo singolo giapponese, Not Okay, che ha debuttato alla seconda posizione della Oricon Singles Daily Chart, alla prima posizione della Recochuku Daily Album Chart, alla seconda posizione della Billboard Japan Top Singles Sales Chart e alla quarta posizione della Billboard Japan Hot 100 Chart.
Il 5 marzo Yeosang annuncia il proprio addio al ruolo di co-conduttore di The Show dopo tre anni, mentre l'11 marzo Hongjoong appare nel singolo Eenie Meenie di della cantante sudcoreana Chung Ha. Il 28 marzo è stato annunciato che la band avrebbe preso parte alla prima mostra K-pop al Grammy Museum dal 10 aprile al 10 giugno. Tre giorni dopo, il gruppo si è esibito al KCON Hong Kong 2024. Il 12 e il 19 aprile, gli Ateez sono divenuti il primo gruppo K-pop maschile ad esibirsi al Festival di Coachella. Il 20 aprile la band è stata invitata a lanciare la prima palla per i Los Angeles Dodgers in una partita di Major League Baseball contro i New York Mets, mentre il 26 e il 28 aprile si è esibita alla mostra "Crystallization of Time" di Cartier e alla High Jewelry Gala Dinner a Seul.
Il 25 maggio, Yunho ha effettuato il primo lancio per i Kia Tigers in una gara contro i Doosan Bears a Gwangju, valido per la KBO League di baseball. Il 26 e il 29 maggio il gruppo si esibisce in due università sudcoreane, rispettivamente all'Università Yonsei e all'Università di Sungkyunkwan. Il 31 maggio gli Ateez hanno pubblicato il loro decimo EP, intitolato Golden Hour: Part.1. L'EP ha debuttato al secondo posto della Billboard 200 e al quarto posto della UK Official Albums Chart, nella quale il gruppo è entrato per la terza volta di seguito nell'arco di un solo anno. Ad una settimana dall'uscita, l'EP ha venduto un totale di 1,5 milioni di copie, rendendolo di fatto il quarto più venduto in assoluto della band.
Il 2 giugno il gruppo si è esibito al K-Wave Concert Inkigayo, mentre 8 giorni dopo viene ospitato al The Kelly Clarkson Show. Il 23 giugno gli Ateez divengono il primo collettivo sudcoreano a esibirsi come headliner del Festival Mawazine, il secondo festival musicale più grande al mondo. Il 28 e il 29 giugno si sono esibiti presso il festival musicale BEAT AX Vol. 4 al Makuhari Messe di Chiba, e il 30 giugno presso lo Show! Music Core, tenutosi sempre in Giappone. Il 1º luglio, gli Ateez collaborano con il gruppo J-pop Be:First per il singolo Hush Hush. Il 14 dello stesso mese il gruppo intraprende la tappa nordamericana del Towards the Light: Will to Power Tour, che comprendeva un totale di 10 città.
Il 1º agosto, Yunho è apparso nel video musicale del brano Kung Kung Dda di Seo Eve, mentre il 7 agosto Mingi compare nel singolo Hit Me Up della rapper sudcoreana Mirani. Il 4 settembre il collettivo collabora per una seconda volta con i Be:First, questa volta per il brano Royal. Il 1º ottobre, gli Ateez pubblicano il loro quarto singolo giapponese, Birthday, che ha riscosso fin da subito un discreto successo commerciale. Il 15 novembre seguente esce Golden Hour Part.2, dal quale viene estratto il singolo Ice On My Teeth.

### 2025: proseguimento del tour mondialeTowards the Light: Will to Power
Il 18 gennaio gli Ateez hanno iniziato la tappa europea del tour mondiale Towards the Light: Will to Power, che comprende concerti a Lione, Milano, Zurigo, Londra, Manchester, Amsterdam, Barcellona, Colonia, Copenaghen, Berlino, Parigi e Bruxelles. Nel mese di febbraio, durante la tappa parigina, gli Ateez sono diventati il primo gruppo K-pop a registrare il tutto esaurito in un concerto nel luogo al coperto più grande d'Europa, la Paris La Défense Arena.

## Membri
- Hongjoong (홍중) – capitano, leader, produttore, voce, rap (2018-presente)
- Seonghwa (박성화) – voce, rap, visual (2018-presente)
- Yunho (윤호) – voce, main dancer (2018-presente)
- Yeosang (여상) – voce, visual (2018-presente)
- San (산) – vocalist, performer (2018-presente)
- Mingi (민기) – rap, main dancer, voce (2018-presente)
- Wooyoung (우영) – voce, main dancer (2018-presente)
- Jongho (종호) –  main vocalist, maknae (2018-presente)

## Discografia

### Album in studio coreani
- 2019 – Treasure EP.Fin: All to Action
- 2020 – Zero: Fever, Pt.1
- 2021 – Zero: Fever, Pt.2
- 2021 – Zero: Fever epilogue
- 2022 – The World EP.1: Movement
- 2023 – The World Ep.Fin: Will

### Album in studio giapponesi
- 2019 – Treasure EP.Extra: Shift the Map
- 2021 – Into the A to Z
- 2022 – Beyond: Zero
- 2023 – Limitless

### EP
- 2018 – Treasure EP.1: All to Zero
- 2019 – Treasure EP.2: Zero to One
- 2019 – Treasure EP.3: One to All
- 2020 – Treasure Epilogue: Action to Answer
- 2020 – Treasure Ep. Map to Answer
- 2021 – Dreamers
- 2021 – Zero: Fever Part.3
- 2022 – The World Ep.Paradigm
- 2022 – Spin Off: From The Witness
- 2023 – The World EP.2: Outlaw
- 2024 – Golden Hour: Part.1
- 2024 – Golden Hour: Part.2

### Singoli
- 2018 – From
- 2018 – Pirate King
- 2018 – Treasure
- 2019 – Say My Name
- 2019 – Hala Hala
- 2019 – Promise
- 2019 – Illusion
- 2019 – Wave
- 2019 – Utopia
- 2019 – Aurora
- 2019 – Wonderland
- 2020 – Answer
- 2020 – Horizon
- 2020 – Win
- 2020 – Inception
- 2020 – Thanxx
- 2021 – Fireworks (I'm the one)
- 2021 – Deja Vu
- 2021 – Eternal Sunshine
- 2021 – Turbulence
- 2021 – The Real (Heung Version)
- 2022 – Guerrilla
- 2022 – Rocky (Boxer. vers)
- 2022 – The King
- 2022 – Paradigm
- 2023 – Limitless
- 2022 – Halazia
- 2023 –  Bouncy (K-hot Chili Peppers)
- 2023 – Crazy Form

## Videografia
- 2018 – From
- 2018 – Pirate King
- 2018 – Treasure
- 2019 – Hala Hala (Hearts Awakened, Live Alive)
- 2019 – Say My Name
- 2019 – Promise
- 2019 – Illusion
- 2019 – Wave
- 2019 – Utopia (Japanese Version)
- 2019 – Aurora
- 2019 – Wonderland
- 2020 – Answer
- 2020 – Inception
- 2020 – Thanxx
- 2021 – Fireworks (I'm the one)
- 2021 – Deja Vu
- 2021 – Eternal Sunshine
- 2021 – Turbulence
- 2021 – The Real (Heung Version)
- 2022 – Don't Stop
- 2022 – Rocky (Japanese Version)
- 2022 – Guerrilla
- 2022 – Halazia
- 2023 – Bouncy (K-hot Chili Peppers)
- 2023 – Crazy Form
- 2024 – Work

## Riconoscimenti

### Asia Model Awards
| Anno | Evento                          | Ricevente | Risultato       | Note |
| ---- | ------------------------------- | --------- | --------------- | ---- |
| 2020 | Popular Star Award – Male Group | Ateez     | Vincitore/trice |      |

### Gaon Chart Music Awards
| Anno | Evento                            | Ricevente                           | Risultato       | Note |
| ---- | --------------------------------- | ----------------------------------- | --------------- | ---- |
| 2020 | Album of the Year – 1st Quarter   | Treasure Epilogue: Action to Answer | Candidato/a     |      |
| 2020 | MuBeat Global Choice Award – Male | Ateez                               | Candidato/a     |      |
| 2020 | World Rookie of the Year          | Ateez                               | Vincitore/trice |      |

### Mnet Asian Music Awards
| Anno | Evento                              | Ricevente | Risultato       | Note |
| ---- | ----------------------------------- | --------- | --------------- | ---- |
| 2019 | Artist of the Year                  | Ateez     | Candidato/a     |      |
| 2019 | Best New Male Artist                | Ateez     | Candidato/a     |      |
| 2019 | Worldwide Fans' Choice              | Ateez     | Vincitore/trice |      |
| 2020 | Best Dance Performance – Male Group | Ateez     | Candidato/a     |      |
| 2020 | Discovery of the Year               | Ateez     | Vincitore/trice |      |
| 2020 | Song of The Year                    | Ateez     | Candidato/a     |      |
| 2020 | Worldwide Fans' Choice              | Ateez     | Vincitore/trice |      |

### MTV Europe Music Awards
| Anno | Evento          | Ricevente | Risultato       | Note |
| ---- | --------------- | --------- | --------------- | ---- |
| 2019 | Best Korean Act | Ateez     | Vincitore/trice |      |

### MGMA M2 X Genie Music Award
| Anno | Evento              | Ricevente | Risultato   | Note    |
| ---- | ------------------- | --------- | ----------- | ------- |
| 2019 | The Male New Artist | Ateez     | Candidato/a | [ 162 ] |

### Seoul Music Awards
| Anno | Evento                  | Ricevente | Risultato       | Note |
| ---- | ----------------------- | --------- | --------------- | ---- |
| 2021 | Main Award (Bonsang)    | Ateez     | Vincitore/trice |      |
| 2021 | K-Wave Popularity Award | Ateez     | Candidato/a     |      |
| 2021 | Popularity Award        | Ateez     | Candidato/a     |      |
| 2022 | Main Award (Bonsang)    | Ateez     | Vincitore/trice |      |

### Soribada Best K-Music Award
| Anno | Evento                 | Ricevente | Risultato       | Note    |
| ---- | ---------------------- | --------- | --------------- | ------- |
| 2019 | Best Performance Award | Ateez     | Vincitore/trice | [ 163 ] |

### The Fact Music Awards
| Anno | Evento                | Ricevente | Risultato       | Note |
| ---- | --------------------- | --------- | --------------- | ---- |
| 2020 | Global Hottest Artist | Ateez     | Vincitore/trice |      |
| 2021 | Bonsang               | Ateez     | Vincitore/trice |      |